# Motorbranschens Riksförbund
Motorbranschens Riksförbund, MRF, är en branschorganisation för bilhandlare och bilverkstäder i Sverige. Motorbranschens Riksförbund grundades den 28 oktober 1960 och består idag av ca 1200 medlemsföretag.

## Historia
Föregångare till Motorbranschens Riksförbund var Bilverkstädernas Riksförbund, BRF, (verksamt 1931-1960) och Sveriges Automobilhandlareförbund, AHF, (verksamt 1939-1960). Lennart Börjesson, koncernchef Börjessons Bil, är förbundsordförande. Verkställande direktör för MRF är Tommy Letzén. MRF:s förlagsverksamhet ger ut branschtidningen Motorbranschen. Organisatoriskt består MRF av fyra sektioner: bilhandel, tunga fordon, verkstad samt skadeverksamhet. MRF äger Kontrollerad Bilverkstad, KBV, som är en organisation för kvalitetskontroller av bilverkstäder. Samt är aktiv via intressebolag i branschens digitala utvecklingsplattform Wayke.se, som man var med och grundade 2017.